# Salawana
Salawana is een bestuurslaag in het regentschap Majalengka van de provincie West-Java, Indonesië. Salawana telt 3338 inwoners (volkstelling 2010).